# Cobh
Cobh (em irlandês:  An Cóbh) é uma cidade da Irlanda e é situada no condado de Cork. Possui 11.303 habitantes (censo de 2006).

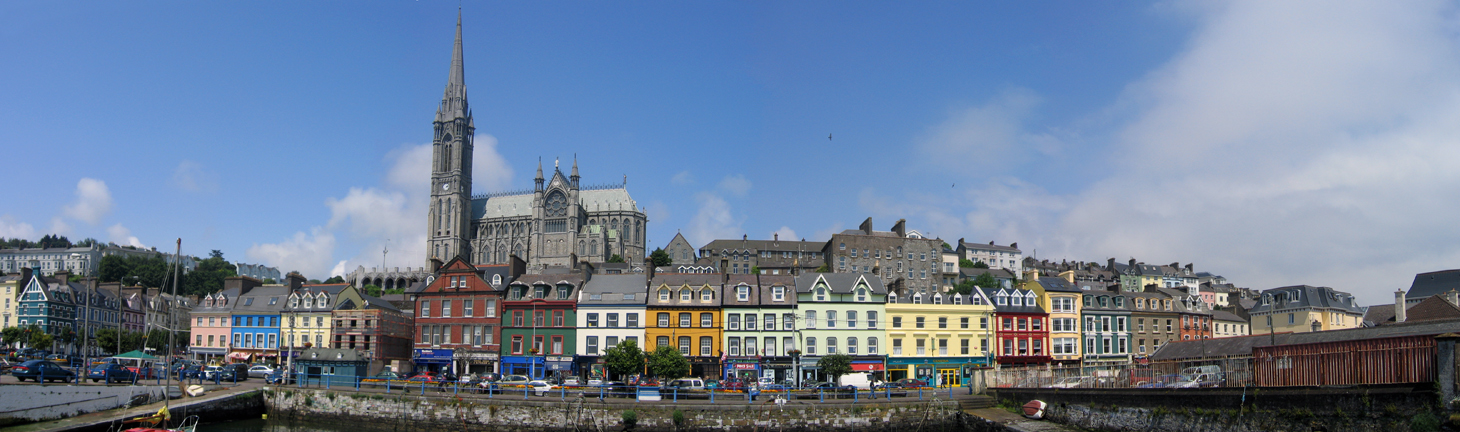
Vista de Cobh e da Catedral de St. Colman's

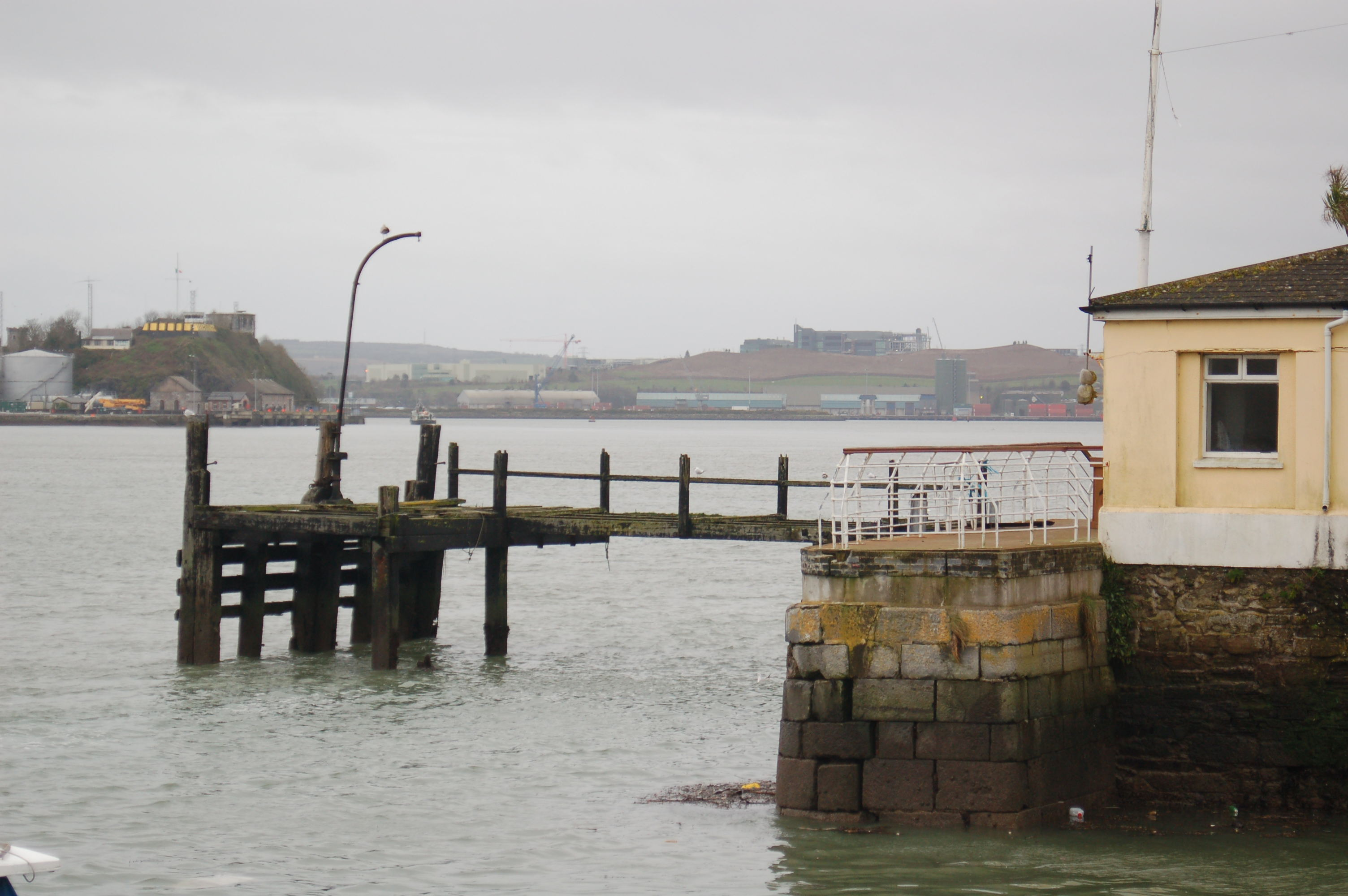
Vista do porto onde passageiros do navio RMS Titanic embarcaram em 1912.